# Гран
Вижте пояснителната страница за други значения на Гран.
Гран (на латински: granum, на английски: grain – „зърно“) е остаряла мерна единица за маса въз основа на теглото на едно зрънце ечемик. Точното тегло е различно в различните мерни системи, но стандартният гран се равнява на 0,06479895 грама. В бижутерията се използва гран, равен на една четвърт от карата, тоест 0,05 грама. Съкратено се изписва като gr (без точка в края). Срещат се и нестандартизирани съкращения, като grs, grn, gns, изписвани както със, така и без точка в края.
В САЩ и Обединеното кралство гран все още се използва в определени области, например в областта на огнестрелните оръжия за измерване на масата на барутен заряд в куршумите. Като правило за боеприпаси, произведени в англосаксонските страни, масата на куршума и праха в патрона се изразява в цял брой зърна (grains) – например куршуми от 54, 100, 148, 200 зърна и т.н., като често се изписва цялото наименование на мерната единица. Понякога се използва и за дозиране на лекарства.
Споменаването на единицата се е запазило в някои изрази, например „нито зрънце истина“, което се е променило на „нито грам“ в съзвучие с другата малка мерна единица – грам.